# دينيس فورمان
دينيس فورمان (بالإنجليزية: Denis Foreman)‏ هو لاعب كريكت ولاعب كرة قدم جنوب أفريقي، ولد في 1 فبراير 1933 في كيب تاون في جنوب أفريقيا، وتوفي في 23 يوليو 2016 في بورتسليد ‏ في المملكة المتحدة. لعب مع نادي مقاطعة ساسكس للكركيت ‏.